# Xantina ossidasi
La xantina ossidasi è un enzima appartenente alla classe delle ossidoreduttasi, che catalizza la seguente reazione:
xantina + H2O + O2 ⇄ urato + H2O2
L'enzima è una flavoproteina e un molibdo-enzima; contiene un cofattore FAD, un cofattore molibdeno e due centri ferro-zolfo ([2Fe-2S]). Ossida anche l'ipoxantina, alcune altre purine, pterine ed aldeidi (ad esempio possiede l'attività dell'aldeide ossidasi, numero EC 1.2.3.1). Sotto alcune condizioni, il prodotto è maggiormente il superossido che il perossido, secondo la seguente reazione:
RH + H2O + 2 O2 = ROH + 2 O2.- + 2 H+.
L'enzima dei tessuti animali può avere attività di xantina deidrogenasi (XDH) (numero EC 1.17.1.4). Quello del fegato funziona in vivo soprattutto come deidrogenasi, ma può funzionare in vitro come ossidasi (XOS) se conservato a -20 °C o se trattato con agenti proteolitici, con solventi organici o con reagenti tiolici come ad esempio Cu2+, la N-etilmaleimmide o il 4-mercuriobenzoato. L'effetto dei reagenti tiolici può essere invertito da tioli quali il ditiotreitolo.
La conversione all'attività di xantina ossidasi può essere anche ottenuta attraverso la enzima-tiolo transidrogenasi (numero EC 1.8.4.7), in presenza di glutatione ossidato.

## Importanza clinica
La XOS è un enzima della conversione della xantina in acido urico in condizioni normali. Nella patologia nota come gotta, dovuta all'eccessiva produzione endogena di acido urico in genere conseguente ad alimentazione iper-proteica, un cardine terapeutico consiste proprio nella somministrazione di inibitori della XOS. Il più noto è l'allopurinolo, che va in commercio col nome di Zyloric. 
In natura, però, esistono degli inibitori naturali dell'enzima, come i flavonoidi baicaleina (presente nei ceci), kampferolo (molto diffuso nelle insalate e negli ortaggi) e rutina. Anche l'acido caffeico e clorogenico (vedi) sono dei moderati inibitori dell'enzima.
In caso di stress ossidativo o fenomeni di ischemia-riperfusione di tessuti, le modificazioni metaboliche risultanti da questi processi trasformano la XDH in XOS, che oltre a produrre acido urico produce anche radicali superossido. Questi poi vengono dismutati a perossido d'idrogeno dalla superossido dismutasi (SOD1) rame/zinco-dipendente e sono i mediatori principali della citotossicità.
Secondo questo razionale, la cardiologia sperimentale aveva preconizzato l'impiego dell'allopurinolo nelle sequele della cardiopatia ischemica. Nonostante la estesa letteratura su trial clinici al riguardo, non si sono raggiunte ancora conclusioni definitive riguardo all'effettiva utilità del farmaco in tale frangente.
Una buona e recente review riassume i risultati ottenuti fino all'anno 2008 (* George J, Struthers AD. The role of urate and xanthine oxidase inhibitors in cardiovascular disease. Cardiovasc Ther. 2008 Spring;2 6(1):59-64).